# Why (Frankie-Avalon-Lied)
Why ist der Titel eines Popsongs, der von Peter De Angelis (Musik) und Bob Marcucci (Text) geschrieben wurde. Mit Frankie Avalon wurde das Lied in den USA (1959) und mit Anthony Newley in Großbritannien (1960) ein Nummer-eins-Hit. 

Nr. 1 mit Frankie Avalon in den USA

## Frankie Avalon
Der US-amerikanische Sänger Frankie Avalon war 1959 mit seinem Nummer-eins-Hit Venus und zwei weiteren Top-10-Erfolgen in die Elite der amerikanischen Popmusikszene aufgestiegen. Mit demselben Produktionsteam (De Angelis / Marcucci) wie bei Venus nahm Avalon im November 1959 den Titel Why, der ebenfalls von den beiden Produzenten geschrieben worden war, für die Schallplattenfirma Chancellor auf. Im Text von Why geht es um die Antwort, warum jemand jemanden liebt: „Ich lass dich niemals gehen, warum? Weil ich dich liebe. Ich werde dich immer lieben, warum? Weil du mich liebst.“ Anfang November 1959 brachte Chancellor die Single mit dem Titel Why (Rückseite Swingin’ on a Rainbow) unter der Katalognummer 1045 in die amerikanischen Plattenläden. Es war seit 1957 Avalons zehnte Single bei Chancellor.
Schon am 23. November 1959 erschien Why in den Hot 100 des US-Musikmagazins Billbord. Dort startete der Titel auf Platz 95, erreichte drei Wochen später die Top 10 und stand am 28. Dezember 1959 für eine Woche auf dem ersten Platz. Während Why bei Billboard insgesamt 16 Wochen lang notiert wurde, führte die Konkurrenzzeitschrift Cashbox den Titel 17 Wochen in ihrer Hitliste, in der er dreimal den ersten Platz belegte. Frankie Avalons neuer Erfolgstitel wurde rund um den Erdball auch in anderen Ländern veröffentlicht. In Großbritannien wurde Why von der Plattenfirma His Master’s Voice im Januar 1960 veröffentlicht, kam in den Top 30 der Musikzeitschrift aber nur auf den 20. Platz. Besser bewertet wurde Avalon in den Hitlisten Norwegens (3.) und Kanadas (5.). In Deutschland wurde Why von Heliodor veröffentlicht, erreichte aber nicht die Hitparaden.

Nr. 1 mit Anthony Newley in Großbritannien

## Anthony Newley
Ebenfalls im Januar 1960 erschien in Großbritannien von Decca eine Coverversion von Why mit dem britischen Sänger Anthony Newley. Als Arrangeur wirkte John Gregory mit, der später viel mit Dave Dee zusammenarbeitete. Newley hatte bereits 1959 zwei Top-10-Erfolge mit I’ve Waited So Long (3.) und Personality (6.) zu verzeichnen gehabt. Mit Why hatte er seinen ersten Nummer-eins-Hit. Bereits am 16. Januar 1960 notierte das britische Musikmagazin New Musical Express Anthony Newleys Why-Version in ihre Hitauswertung Top 30. Schon nach einer Woche lag der Titel auf Platz zwei und konnte sich vom 5. bis zum 26. Februar an der Spitze behaupten. Insgesamt stand Why 15 Wochen lang in den Top 30. Decca veröffentlichte Why auch in anderen Ländern, so auch in Deutschland. Dort hatte die Coverversion allerdings keinen Erfolg.

## Weitere Coverversionen
Trotz des großen Erfolges von Why im englischsprachigen Raum fand sich nur der französische Songschreiber Jean Broussolle, der für den Song eine anderssprachige Übersetzung verfasste. Er gab ihm die Titelzeile „Bras dessus, bras dessous“, und es wurde ein schlichtes Liebeslied daraus. Die französische Fassung wurde auf Schallplatte unter anderem von Dalida, Dominique und den Kessler-Zwillingen (Kessler Sisters) interpretiert. Nach über zehn Jahren nahm Donny Osmond 1972 Why erneut auf einer Single auf und erreichte mit dem Titel Platz drei in Großbritannien und Platz 13 in den USA.

## Diskografie
| Interpreten     | Titel                                   | Label            | veröffentlicht        |
| --------------- | --------------------------------------- | ---------------- | --------------------- |
| Frankie Avalon  | Why                                     | Chancellor 1045  | USA 11/1959           |
| Frankie Avalon  | Why                                     | Heliodor 453066  | Deutschland 12/1959   |
| Frankie Avalon  | Why                                     | HMV 688          | Großbritannien 1/1960 |
| Anthony Newley  | Why                                     | Decca 11194      | Großbritannien 1/1960 |
| Anthony Newley  | Why                                     | Decca 25027      | Deutschland 1960      |
| Dalida          | Bras dessus, bras dessous (französisch) | Barclay EP 70345 | Frankreich 1960       |
| Dominique       | Bras dessus, bras dessous (französisch) | Vega EP 2096     | Frankreich 1960       |
| Kessler Sisters | Bras dessus, bras dessous (französisch) | Polydor EP 21750 | Frankreich 1960       |
| Donny Osmond    | Why                                     | MGM 14424        | USA 8/1972            |